# Parortholitha cubitata
Parortholitha cubitata är en fjärilsart som beskrevs av Claude Herbulot 1981. Parortholitha cubitata ingår i släktet Parortholitha och familjen mätare. Inga underarter finns listade i Catalogue of Life.